# Nicolae Ceaușescu

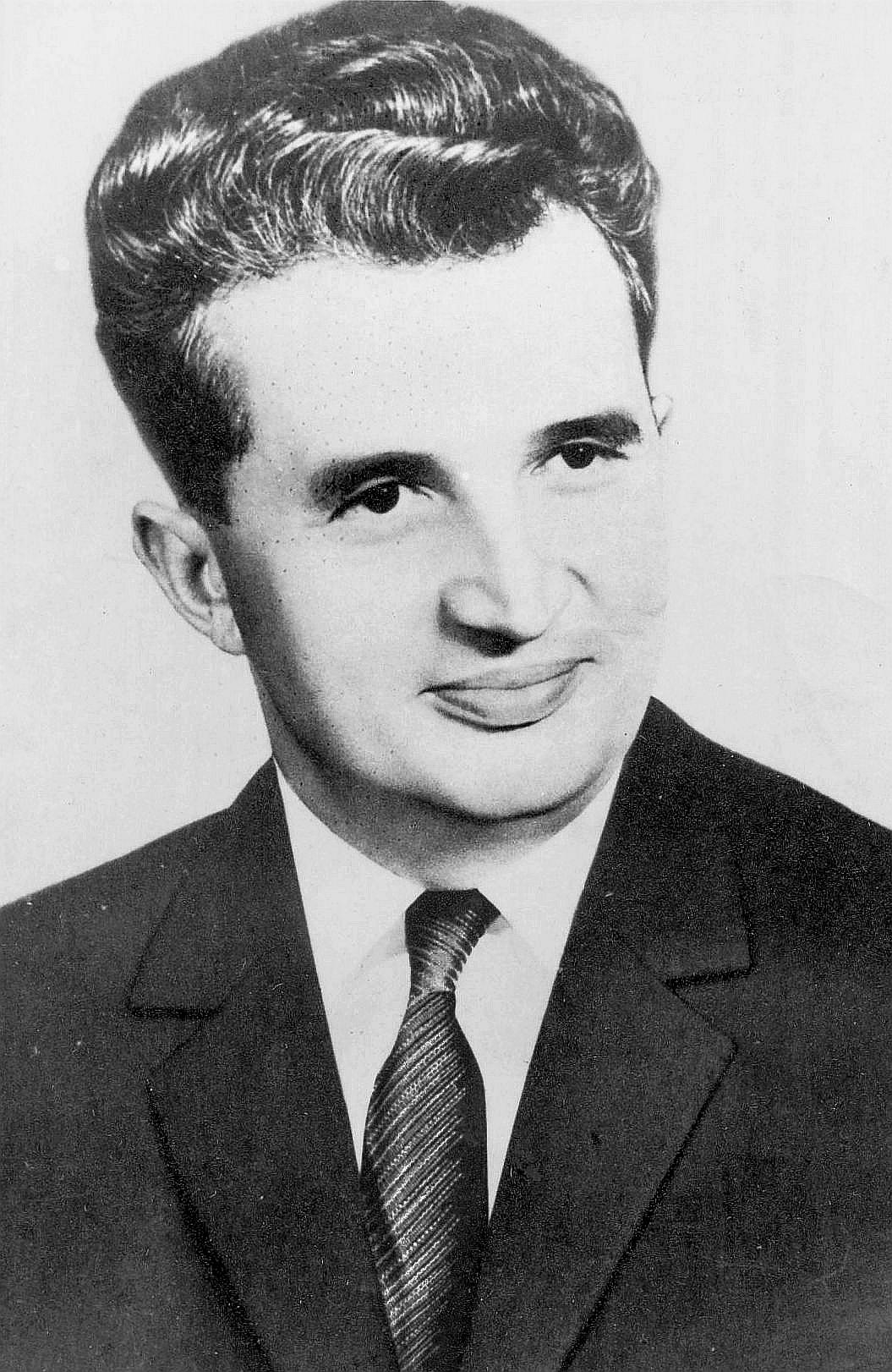
Porträtfoto von Nicolae Ceaușescu (1965)

Ceaușescus Unterschrift

Nicolae Ceaușescu [nikoˈlae t͡ʃeauˈʃesku] (Ausspracheⓘ; * 26. Januar 1918 in Scornicești; † 25. Dezember 1989 in Tîrgoviște) war ein rumänischer Politiker. Als Generalsekretär der Rumänischen Kommunistischen Partei, Staatspräsident und Vorsitzender des Staatsrates war er von 1965 bis 1989 der neostalinistische Diktator der Sozialistischen Republik Rumänien.

## Leben

### Herkunft und Jugend

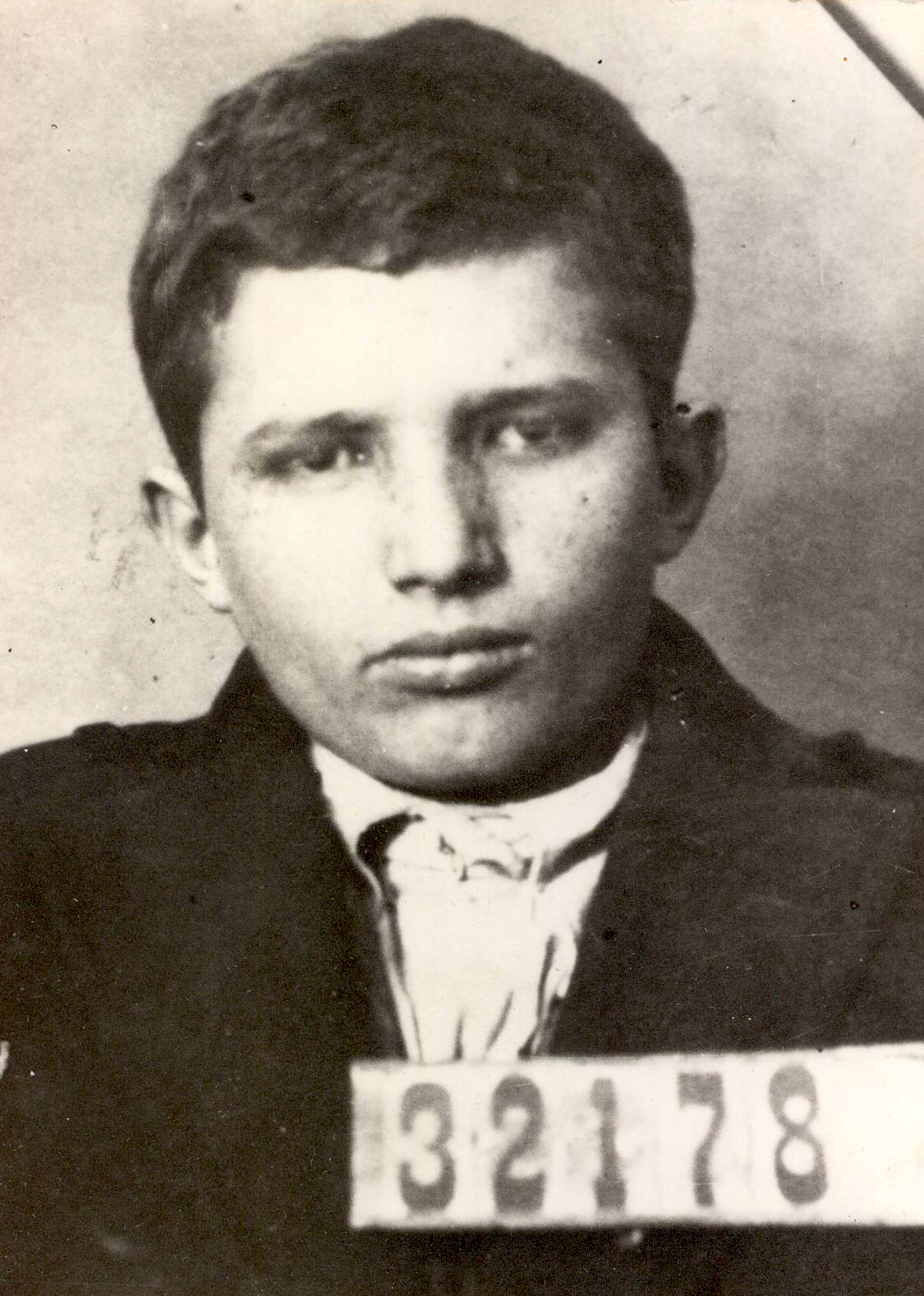
Ceaușescu auf einem Polizeifoto (1933)

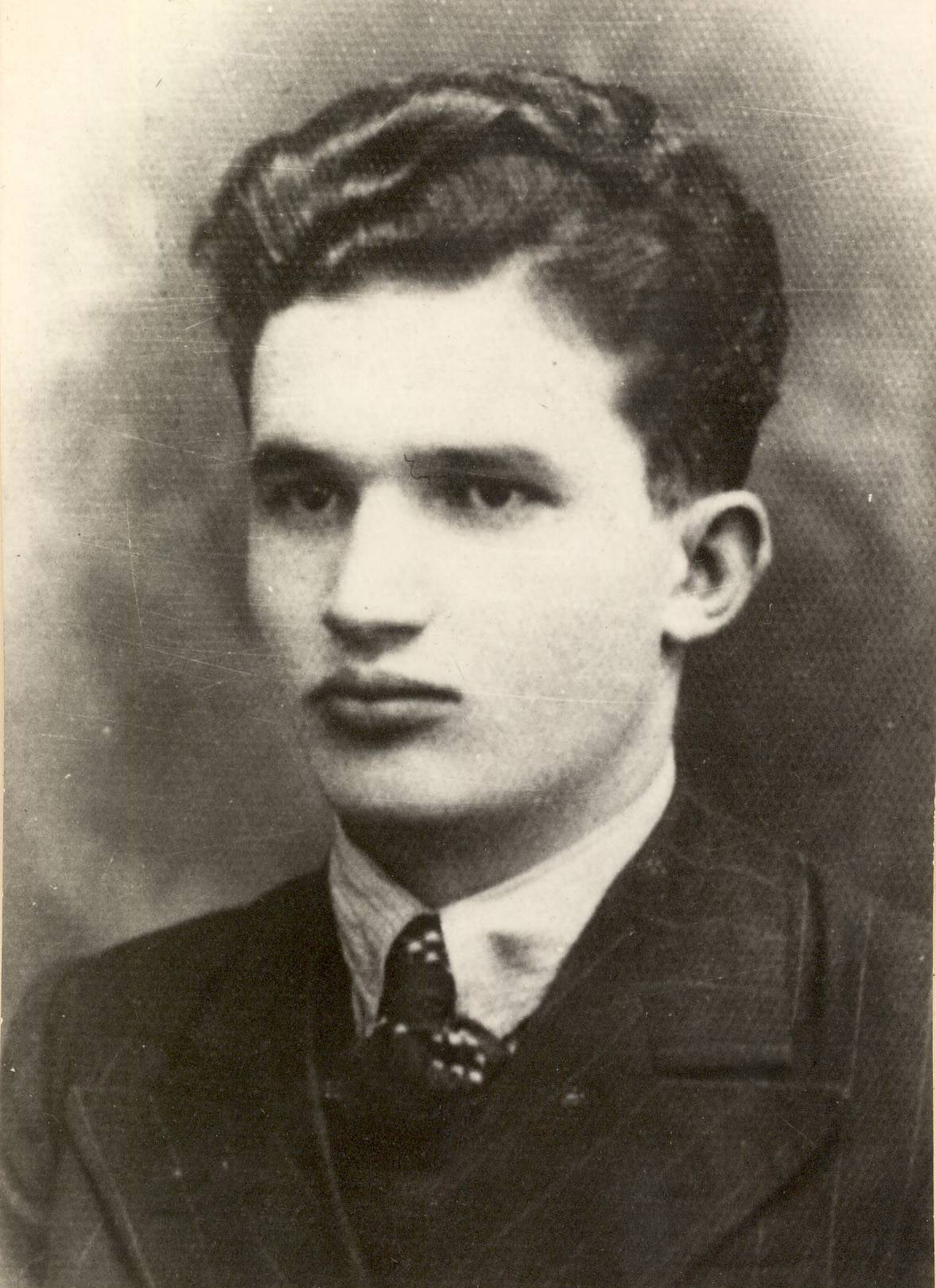
Als Funktionär der RKP im Jahr 1939

Laut Geburtsregister wurde Nicolae Ceaușescu am 23. Januar 1918 als drittes von neun Kindern des Kleinbauern Andruță Ceaușescu und dessen Ehefrau Alexandrina geboren. Offiziell wurde als sein Geburtstag jedoch der 26. Januar angegeben. Er wuchs in einfachen Verhältnissen in seinem Geburtsort Scornicești auf, einem Dorf mit damals etwa 2000 Einwohnern in der Großen Walachei. Sein jüngster Bruder Ioan wurde später Staatssekretär, ein anderer Bruder, Ilie, stellvertretender Verteidigungsminister. Ceaușescu besuchte zunächst die vierjährige Grundschule in seinem Heimatort und zog als Elfjähriger in die Hauptstadt Bukarest, wo er im Haushalt seiner älteren Schwester Niculina und deren Ehemann lebte. In Bukarest absolvierte er eine Lehre zum Schuhmacher und kam erstmals mit der Ideologie des Kommunismus in Kontakt. Sein Meister Alexandru Săndulescu war aktives Mitglied der damals noch illegalen Rumänischen Kommunistischen Partei (PCR/RKP), der er im Frühjahr 1932 selbst beitrat.
1933 wurde Ceaușescu aus bis heute nicht genau bekannten Gründen erstmals verhaftet. Im August 1934 wurde er beim Verteilen regierungsfeindlicher Flugblätter gefasst, erneut festgenommen und der Hauptstadt verwiesen. Unter Polizeibegleitung musste Ceaușescu in seinen Heimatort Scornicești zurückkehren und wurde in seiner Polizeiakte als „gefährlicher kommunistischer Agitator“ und „aktiver Verteiler kommunistischer und antifaschistischer Propaganda“ geführt. Ceaușescu opponierte gegen die Politik König Carols II., dessen Regierung sich bis 1940 immer mehr zur Königsdiktatur entwickelte, und ging in den Untergrund. Nach einer weiteren Verhaftung 1936 wurde er wegen antifaschistischer Aktivitäten zu zwei Jahren Gefängnis verurteilt. Während seiner Haftstrafe im Gefängnis Doftana traf er auf Gheorghe Gheorghiu-Dej sowie weitere führende Mitglieder der RKP. Nachdem er Ende 1938 aus der Haft entlassen worden war, nahm Ceaușescu 1939 eine Tätigkeit als kommunistischer Jugendfunktionär auf und lernte die zwei Jahre ältere Lenuța Petrescu kennen, die er am 23. Dezember 1947 heiratete.
Nach der Machtübernahme des faschistischen Militärdiktators Ion Antonescu im September 1940 setzte die systematische Verfolgung politischer Gegner ein. Als Mitglied der RKP wurde Ceaușescu verhaftet und 1943 in einem Internierungslager nahe Târgu Jiu inhaftiert. Dort teilte er sich eine Zelle mit Gheorghe Gheorghiu-Dej, und die beiden entwickelten eine enge Freundschaft. Ceaușescu kam erst nach dem Sturz des Antonescu-Regimes am 23. August 1944 frei. Die Parteimitglieder, die gemeinsam inhaftiert gewesen waren, nannten sich später die Gefängnisfraktion und setzten sich in den folgenden Jahren innerhalb der RKP gegen die Moskauer Fraktion um Ana Pauker durch.

### Funktionärskarriere im sozialistischen Rumänien
Unter dem Druck der vorrückenden sowjetischen Roten Armee (Operation Jassy-Kischinew) war es der Opposition mit der Unterstützung König Michaels I. gelungen, das Antonescu-Regime zu stürzen. Die Kommunisten traten in eine Mehrparteienregierung ein und übernahmen bis 1947 die gesamte Staatsmacht. Mit Ausrufung der Volksrepublik Rumänien dankte Michael I. am 30. Dezember 1947 ab.
Nach seiner Freilassung 1944 wurde Ceaușescu im selben Jahr führendes Mitglied der kommunistischen Jugendbewegung und im Oktober 1945 durch die Unterstützung seines Förderers Gheorghiu-Dej Mitglied im Zentralkomitee (ZK) der RKP. Am 19. November 1946 wurde er als Abgeordneter für den Distrikt Olt in die Große Nationalversammlung gewählt und behielt diesen Sitz bis zu seinem Tod 1989. Auf dem Vereinigungsparteitag der RKP mit der sozialdemokratischen PSD zur Rumänischen Arbeiterpartei (PMR, Partidul Muncitorilor din România) im Februar 1948 wurde Ceaușescu nicht wieder ins ZK gewählt, obwohl das Gremium auf 41 Personen aufgestockt wurde. Vorläufig war Ceaușescu eines von 16 stellvertretenden ZK-Mitgliedern, konnte sich jedoch der weiteren Protektion seines Förderers Gheorghiu-Dej sicher sein. Dieser verhalf ihm im März 1948 auf den Posten des stellvertretenden Landwirtschaftsministers unter Vasile Vaida, der ebenso wie Ceaușescu Schuhmacher war. Allerdings zog er in dieser Funktion als Hauptverantwortlicher für die Bodenreform starke Kritik auf sich. Ceaușescu folgte in dieser Phase den Vorstellungen Ana Paukers, die als Mitglied des sogenannten Moskauer Flügels der Ideologie Josef Stalins nahestand. Die Radikalität in der Frage der Bodenreform führte zu Zweifeln bei Gheorghiu-Dej, der sich entschloss, den Enthusiasmus seines Protegés auf ein anderes Feld zu lenken. Ceaușescu wurde am 9. Januar 1950 für vier Jahre stellvertretender Verteidigungsminister, gleichzeitig wurde er zum Generalleutnant der Infanterie befördert und war Chef der Obersten Politischen Direktion der Volksarmee (rumänisch Șef al Direcției Superioare Politice a Armatei Populare).
Am 23. Juli 1953 kam es zu einer Aufwertung seines Amtes, indem Ceaușescu sich fortan Erster stellvertretender Verteidigungsminister nennen durfte und damit in der Ministerialhierarchie direkt hinter Verteidigungsminister Emil Bodnăraș stand. In der Zwischenzeit wurde er im Mai 1952 im Zuge der „Säuberungen“ gegen die Moskauer Fraktion um Ana Pauker auch wieder Mitglied des ZK der PMR.
Sein innerparteilicher Aufstieg begann spätestens, als Ceaușescu mit dem Ende seiner Zeit im Verteidigungsministerium am 19. April 1954 zum Sekretär des Zentralkomitees für Organisationsfragen sowie zum Kandidaten für das Politbüro aufstieg. Der Posten des ZK-Sekretärs für Organisationsfragen stellte in den kommunistischen Parteien eine wichtige Machtposition dar, weil damit unter anderem auch der Zugriff auf innerparteiliche Personalentscheidungen gegeben war. Die endgültige Aufnahme Ceaușescus in das Politbüro, das aus elf Personen bestand, fand im Dezember 1955 statt.

### Nachfolger von Gheorghe Gheorghiu-Dej
Zehn Jahre später starb der bis dahin unbestrittene Führer der rumänischen Kommunisten, Gheorghe Gheorghiu-Dej, an Krebs. Die Nachfolge war nur wenige Stunden nach Gheorghiu-Dejs Tod zugunsten Ceaușescus entschieden. Im engsten Führungszirkel, dem Politbüro, das die Entscheidung traf, hatte sich Ceaușescu schon zuvor seine Wahl gesichert. Die Nominierung zum Ersten Sekretär des ZK der PMR durch das ZK am 22. März 1965, drei Tage nach dem Ableben seines Förderers, war nur eine Formsache, genauso wie die formell nötige Wahl durch den Parteitag im Juli 1965. Bei diesem Parteitag setzte Ceaușescu auch durch, dass die PMR wieder in RKP zurückbenannt wurde. Nach dem bisher weitgehend allein herrschenden Gheorghiu-Dej musste sich Ceaușescu die Macht anfangs mit anderen Personen teilen, die ihn bei der Wahl innerparteilich gegen Konkurrenten unterstützt hatten. Man versprach sich, mit Ceaușescu einen leicht lenkbaren Spitzenfunktionär gefunden zu haben. So übernahm Chivu Stoica das Amt des Vorsitzenden des Staatsrates und Ion Gheorghe Maurer behielt seinen Posten als Ministerpräsident. Auf dem bewussten Parteitag wurde diese Ämterteilung formalisiert, indem festgeschrieben wurde, dass Parteimitglieder zukünftig nur noch eine Führungsfunktion als Vollzeitstelle besetzen sollten.
1966 begann Ceaușescu ein Fernstudium (fără frecvență, deutsch ohne Anwesenheit), welches er mit einem Diplom der Bukarester Wirtschaftsakademie abschloss. Man geht davon aus, dass seine Diplomarbeit Ausgewählte Probleme der industriellen Entwicklung Rumäniens im 19. Jahrhundert von einem Ghostwriter verfasst wurde.
Schnell zeigte sich die Zielstrebigkeit Ceaușescus, der bereits am 9. Dezember 1967 zusätzlich das Amt des Vorsitzenden des Staatsrates übernahm. Damit war das Prinzip der Ämtertrennung in Rumänien aufgehoben. Ceaușescu war zusätzlich zum Parteivorsitzenden, Staatsoberhaupt und zum Oberbefehlshaber der Streitkräfte ernannt worden.

### Ausbau der Popularität und Hinwendung zum Westen
Ceaușescu erlangte schnell große Popularität in Rumänien. Die äußeren Bedingungen waren günstig. Die Industrialisierungspolitik begann in den späten 1960er Jahren zu wirken und Rumänien erlebte eine Zeit nie dagewesenen Wohlstands. Außenpolitisch betonte Ceaușescu die Unabhängigkeit Rumäniens und distanzierte sich öffentlich vom Führungsanspruch der Sowjetunion innerhalb der kommunistischen Bewegung. Indirekt auf die Sowjetunion bezogen erklärte er auf einer Beratung des Zentralkomitees der Rumänischen Kommunistischen Partei im März 1968:

„Niemand [...] kann den Anspruch für sich erheben, das Monopol der absoluten Wahrheit über die Wege zur Entwicklung des sozialen Lebens zu besitzen. Niemand kann behaupten, im Bereich der Praxis und des sozialen, philosophischen Denkens das letzte Wort sprechen zu können.“

Während des sowjetisch-chinesischen Disputs unterbrach Rumänien im Gegensatz zu anderen osteuropäischen sozialistischen Staaten seine Beziehungen zur Volksrepublik China nicht und näherte sich teilweise sogar den sowjetfeindlichen chinesischen Kommunisten an.
1967 sorgte Ceaușescu dafür, dass Rumänien das erste Land des sowjetischen Einflussbereichs wurde, das diplomatische Beziehungen zur Bundesrepublik Deutschland aufnahm. Damit brüskierte er die Führung der DDR um Walter Ulbricht, die versucht hatte, ihn von diesem Schritt abzubringen. Nach dem Ausbruch des Sechstagekriegs im Nahen Osten blieb Rumänien das einzige Land im Einflussbereich der Sowjetunion, das weiterhin diplomatische Beziehungen zu Israel unterhielt.
Im August 1968 verweigerte Ceaușescu die Teilnahme rumänischer Truppen an der militärischen Niederschlagung des Prager Frühlings. Darüber hinaus verurteilte er am 21. August 1968 auf einer Massenveranstaltung in Bukarest die Besetzung der Tschechoslowakei in scharfen Worten. Ceaușescu befand sich zu dieser Zeit auf dem Höhepunkt seiner Popularität nicht nur in Rumänien, sondern auch im Westen. Im August 1969 besuchte US-Präsident Richard Nixon Rumänien, im Dezember des darauffolgenden Jahres flog Ceaușescu zum Staatsbesuch in die USA. Es folgte die Aufnahme in den Internationalen Währungsfonds und in die Weltbank.
1971 erhielt Ceaușescu die höchste von der Bundesrepublik Deutschland für Staatsoberhäupter zu vergebende Auszeichnung, die Sonderstufe des Großkreuzes des Verdienstordens der Bundesrepublik Deutschland.
Während seiner Amtszeit beteiligte sich Rumänien auch als einziger Ostblockstaat nicht am Boykott der Olympischen Sommerspiele 1984.

### Personenkult

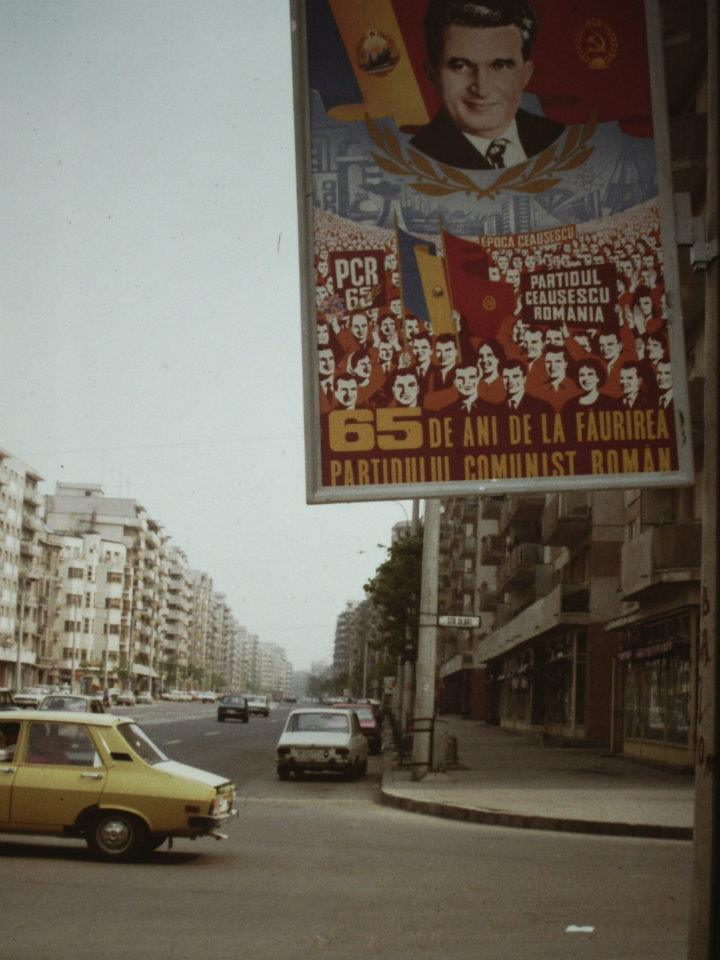
Propagandabild auf den Straßen Bukarests im Jahr 1986

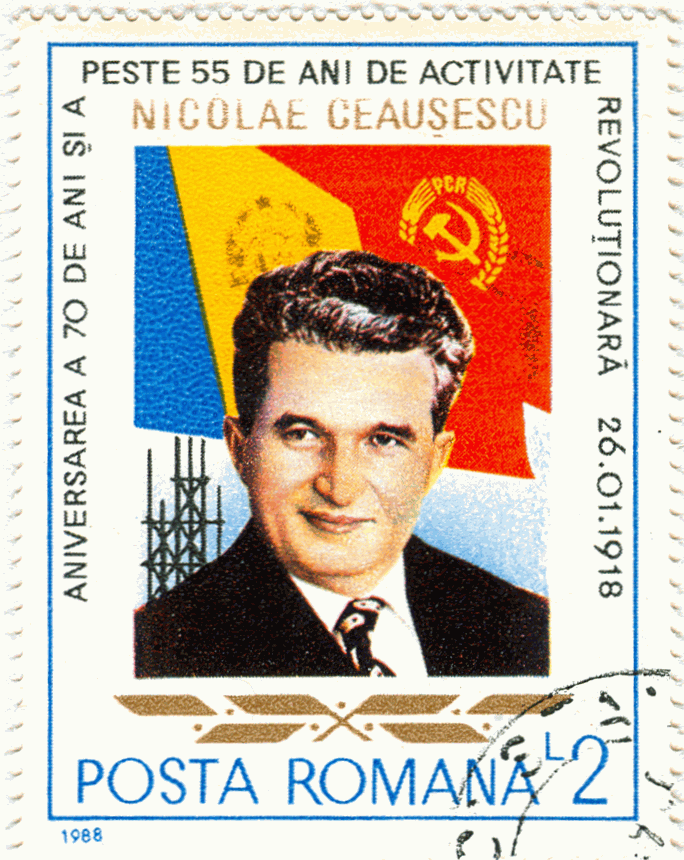
Die rumänische Post feierte 1988 den 70. Geburtstag und „55 Jahre revolutionärer Tätigkeit“ Ceaușescus mit einer Sondermarke

Eine Reise Ceaușescus nach China und Nordkorea im Jahre 1971 brachte ihn mit dem dort praktizierten Personenkult in Berührung. Davon angeregt begann er, diesen konsequent auf Rumänien zu übertragen.
Am 28. März 1974 übernahm er das Amt des rumänischen Staatspräsidenten. In seiner Amtszeit baute Ceaușescu eine stalinistische Diktatur mit einem starken Personenkult auf. Mit seinen zahlreichen offiziellen Titeln gab er sich nicht zufrieden. So ließ er sich Conducător („Führer“) nennen. Dies war ein Titel, der auch schon vom faschistischen Militärdiktator Ion Antonescu benutzt worden war. Darüber hinaus wurden ab Mitte der 1970er Jahre zahlreiche Lyrikbände herausgegeben, die Hofdichter, unter ihnen der ultranationalistische Politiker Corneliu Vadim Tudor (1949–2015) und der spätere sozialdemokratische Politiker Adrian Păunescu (1943–2010), regelmäßig zu seinen Geburtstagen veröffentlichten. Dort wurden Ceaușescu Titel wie Großer Kommandant, Titan der Titanen, glorreiche Eiche aus Scornicești oder Sohn der Sonne gegeben. So ließ er sich auch als „der Auserwählte“, „unser irdischer Gott“ oder „Genie der Karpaten“ bezeichnen.
Um keine möglichen Gegner oder Kritiker im näheren Umfeld zu haben, besetzte er wichtige Ämter mit Familienmitgliedern. Er hatte Angst vor einem ähnlichen Fall wie der Flucht Pacepas 1978. Seine Paranoia ging so weit, dass er dieselben Kleidungsstücke nie zweimal anzog; bei seinen Arbeitsbesuchen in Fabriken oder auf dem Lande musste alles steril sein, so dass eine Hundertschaft von Geheimdienstbeamten alles keimfrei zu machen hatte.
Seine Frau Elena erlangte erheblichen Einfluss in der Politik. Auch sie förderte den Personenkult, indem sie sich vom Volk als „liebende Mutter der Nation“ feiern ließ, sich als „kühne Wissenschaftlerin und Forscherin, mit internationaler Anerkennung auf dem gesamten Erdball“ im Bereich der Chemie und Polymere (polimeri și poliperi, ein geflügeltes Wort des Volkes) titulierte. Doktortitel und akademische Grade wurden für sie erfunden. Selbst die Soldaten ihres Erschießungskommandos fragte sie, ob diese nicht wüssten, dass sie auch ihre „Mutter“ sei. In den letzten Jahren von Ceaușescus Herrschaft wurde sein jüngster Sohn Nicu Ceaușescu als „Thronfolger“ eingeführt und politisch stark in das System eingebunden.

### Familienpolitik
Ceaușescu wollte die Zahl der Einwohner Rumäniens von gut 19 Millionen im Jahr 1966 bis zum Jahre 2000 auf 30 Millionen steigern. Das Ziel seiner Politik war eine Fünf-Kinder-Familie. Verhütungsmittel und schulische Aufklärung zu Verhütung waren bei Strafe verboten (Dekret 770). Frauen, die eine Abtreibung vornahmen oder vornehmen ließen, wurden mit Gefängnisstrafen bis zu 25 Jahren bedroht. Trieben sie ab, durften sie im Falle von Infektionen nicht ärztlich behandelt werden. Während Ceaușescus Amtszeit starben infolgedessen rund 10.000 Frauen. Das Ergebnis der Gesetzgebung war eine hohe Geburtenrate und überlastete Familien, die an Nahrungsknappheit litten und ihre ungewollten Kinder teilweise verstießen. Noch lange nach dem Ende der Diktatur wirkte sich diese Politik in Form von stark überfüllten Kinderheimen (ca. 140.000 Kinder um 1990) sowie einer großen Zahl von Straßenkindern (geschätzt >100.000) ohne Schulbildung und mit schlechten Zukunftschancen aus.

### Niedergang des Ceaușescu-Regimes

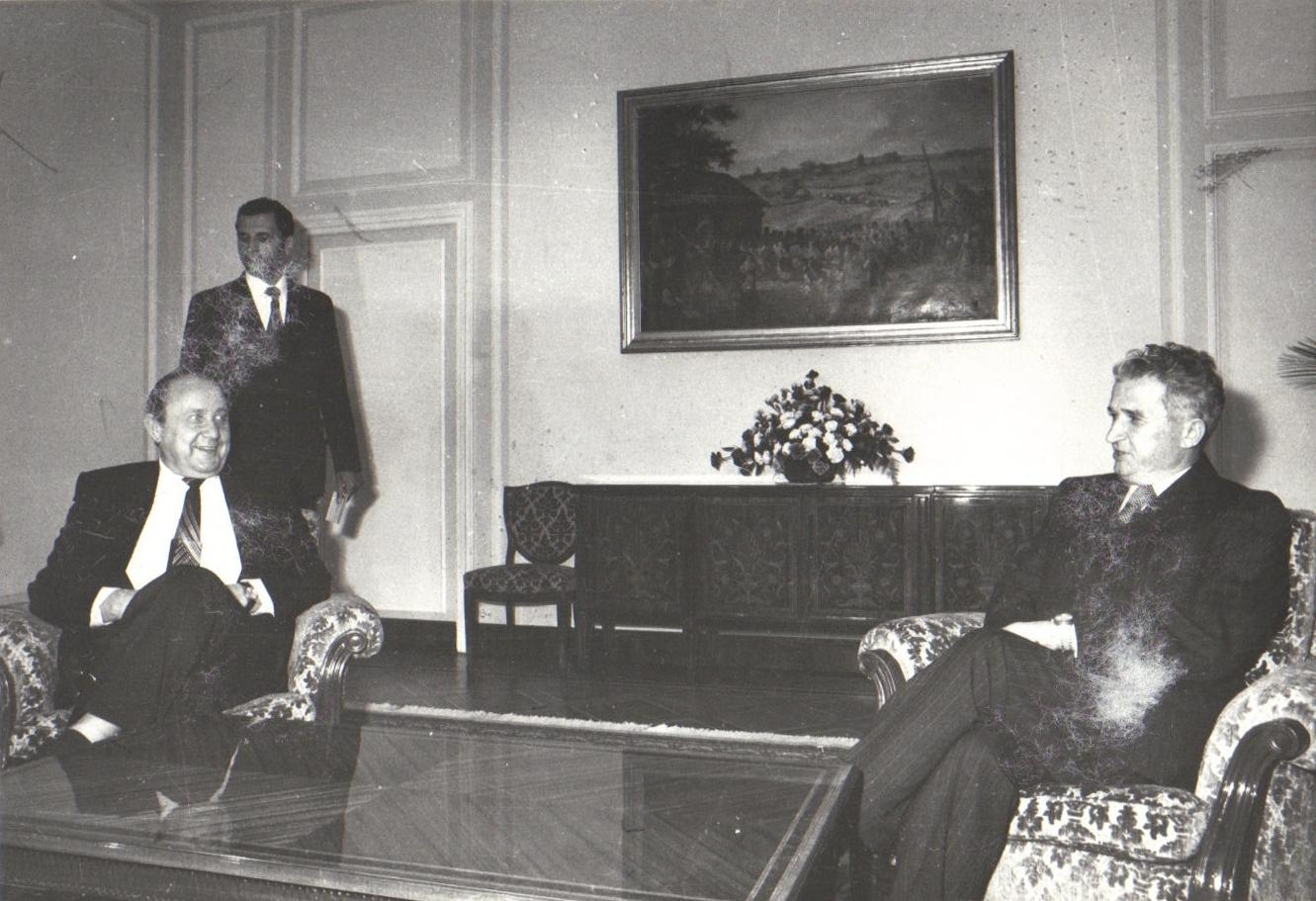
Ceaușescu empfängt Hans-Dietrich Genscher (1979)

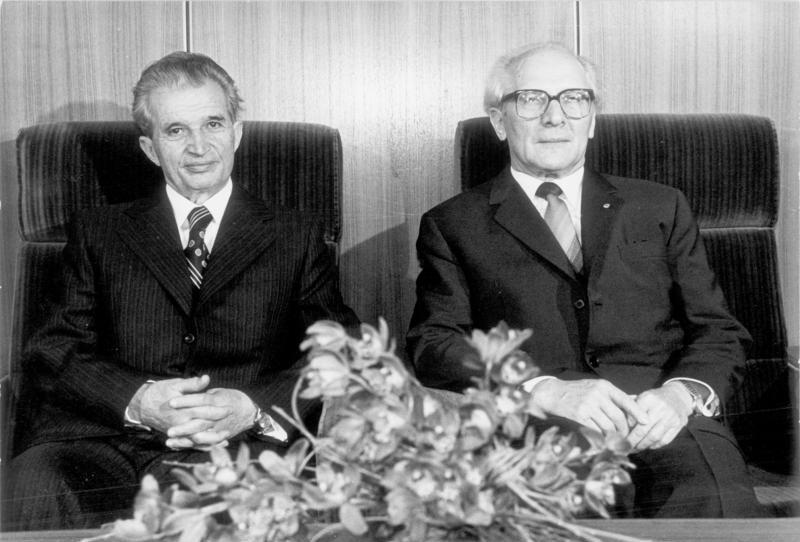
Ceaușescu 1988 auf Staatsbesuch bei Erich Honecker

1978 verließ Ion Mihai Pacepa, stellvertretender Leiter der Abteilung für Auslandsinformation – Geheimdienst/Spionage – (rumänisch Departamentul de Informații Externe), das Land und ersuchte in den USA um politisches Asyl. Der Geheimdienst wurde dadurch stark getroffen und jeder Versuch, diesen umzustrukturieren, um Pacepas Anhänger gänzlich zu entfernen, scheiterte.
Pacepa trat im Exil mit Behauptungen über die Zusammenarbeit des kommunistischen Regimes mit arabischen Terrororganisationen und Drogenbossen, intensive Wirtschaftsspionage, vor allem in den USA, und Pläne zur politischen Unterstützung des Regimes im westlichen Ausland in Erscheinung. Dies führte dazu, dass Rumänien eine wichtige Handelsklausel mit den USA verlor. Nach der Flucht Pacepas begann die politische Isolierung Rumäniens, das vorher im Westen als verlässlicher Partner gegolten hatte, ebenso wurde die Verschlechterung der Wirtschaftslage spürbar.
Mit der alles überwachenden Geheimpolizei Securitate schaltete Ceaușescu seine Gegner und die politische Opposition wie den langjährigen Verteidigungsminister Generaloberst Ioan Ioniță aus. Unter der Hauptstadt Bukarest verlief ein System von Tunneln, damit die Securitate jederzeit gegen Oppositionelle vorgehen konnte.
Als 1985 Michail Gorbatschow Generalsekretär des Zentralkomitees der KPdSU wurde und umfangreiche Reformen einleitete, reagierte Ceaușescu mit Ablehnung.
Die rigorose Industrialisierung führte zum Niedergang der Wirtschaft und vor allem der Landwirtschaft. Die Arbeiter erhielten keine Löhne mehr, elektrischer Strom musste rationiert werden und die Lebensmittelversorgung brach zusammen. Zur Verringerung der Staatsschulden wurden Lebensmittel rücksichtslos in den Export umgeleitet. Statt sich der Probleme anzunehmen, setzte Ceaușescu gigantische Bauvorhaben in Gang. Er veranlasste die Fertigstellung des unter Gheorghiu-Dej begonnenen Donau-Schwarzmeer-Kanals, dessen Ufer mit seinem Konterfei in Form eines Mosaiks verziert war. An diesem Kanal ließ er das Kernkraftwerk Cernavodă errichten, das mit fünf Kernreaktoren überdimensioniert projektiert war und letztlich nur teilweise in Betrieb ging. Den Wiederaufbau Bukarests nach dem schweren Erdbeben von Vrancea 1977 trieb er intensiv voran, vor allem in der Absicht, den Parlamentspalast bauen zu lassen. Das Bild der Stadt Bukarest als ein „Klein-Paris“ des Balkans wurde durch den Abriss von historischer Bausubstanz erheblich beschädigt. Besonders rücksichtslos war auch das sogenannte Dorfzerstörungsprogramm, bei dem Dörfer zwangsweise zusammengelegt und in agroindustrielle Komplexe umgewandelt werden sollten. Wären diese Pläne umgesetzt worden, wären ca. 8.000 Dörfer zerstört worden. Der offizielle Name dieser Aktion lautete „Systematisierung“.
1988 wurde Ceaușescu zu seinem 70. Geburtstag von SED-Chef Erich Honecker mit dem Karl-Marx-Orden ausgezeichnet und damit für seine ablehnende Haltung zur sowjetischen Perestroika gewürdigt.
Im November 1989 reiste Ceaușescu nach Moskau. Hier wurde ihm ein Rücktritt nahegelegt, worauf er jedoch ablehnend reagierte. Noch im selben Jahr wurde ihm der britische Ritterorden (KBE ehrenhalber) aberkannt, mit dem er durch Königin Elisabeth II. 1978 gewürdigt worden war.

### Zusammenbruch des Ceaușescu-Regimes
1989 waren viele rumänische Unternehmen wirtschaftlich am Ende. In der verarmten Bevölkerung machte sich zunehmend Verdruss breit. Selbst die Staatspolizei und hohe Mitglieder der KP kritisierten zunehmend die Führung Ceaușescus. Besonderen Unmut erregte das oben erwähnte umstrittene Dorfzerstörungsprogramm. Erst im Frühling 1990 wurde international bekannt, dass die kommunistische Führung überall im Land Kinderheime für die „Unwiederbringlichen“, also Behinderte und Kinder notleidender Eltern, eingerichtet hatte (siehe unter Cighid). Auf Grund der dort üblichen unmenschlichen Behandlung wurden sie auch als „Kinder-Gulags“ (nach ähnlichen sowjetischen Lagern, russisch: Gulag) bezeichnet.
Am 16. Dezember 1989 kam es zu einem größeren Aufstand im westrumänischen Timișoara, weil der regimekritische evangelisch-reformierte ungarische Pfarrer László Tőkés verschleppt werden sollte. Mehrere Demonstranten wurden dabei getötet.
Die Geheimpolizei Securitate setzte bei der Niederschlagung Hubschrauber ein. Die um sich greifenden Aufstände beantwortete sie mit Terrorisierung der Aufständischen Mitglieder der Armee, welche die Seite gewechselt hatten. Armee und Geheimdiensteinheiten schossen tagelang auf das eigene Volk, Leichen lagen in den Straßen. Ceaușescu unterschätzte das Ausmaß des Aufstands: Er reiste auf Staatsbesuch in den Iran nach Teheran und überließ seiner Gattin Elena zwei Tage lang die Regierungsgeschäfte, während in Timișoara bereits die Opposition die Kontrolle über die Stadt übernommen hatte.

### Sturz und Hinrichtung

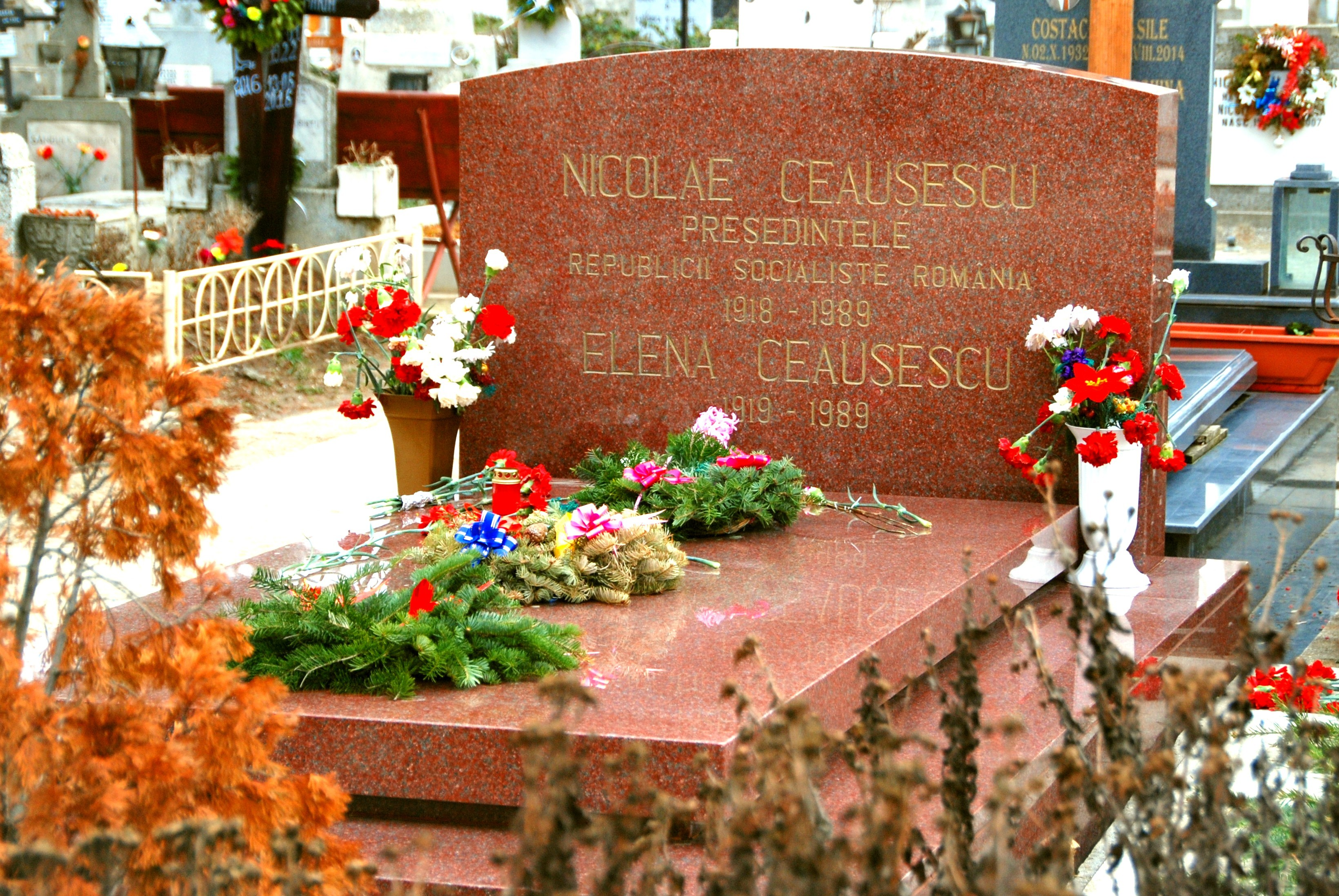
Das Grab von Nicolae Ceaușescu auf dem Friedhof Ghencea in Bukarest, 2018

Nach dem zweitägigen Besuch Teherans sprach Ceaușescu am 21. Dezember 1989 auf dem Palastplatz von Bukarest zu einer Menge von 100.000 Menschen. Nachdem die Bevölkerung ihn zu Beginn noch bejubelt hatte, kippte die Stimmung während der Rede. Ceaușescu musste fassungslos hinnehmen, dass er ausgebuht wurde und dass die Menge sich gegen ihn wendete. Die Liveübertragung im Fernsehen wurde abgebrochen. Daraufhin schoss die Securitate in die Menschenmenge, aber das Militär unter Verteidigungsminister Vasile Milea weigerte sich, es ihr gleichzutun.
Einen Tag später, am 22. Dezember 1989, versuchte Ceaușescu vom Balkon der kommunistischen Parteizentrale aus ein zweites Mal, die Massen zu beruhigen. Diese waren aber so aufgebracht, dass sie begannen, das Parteigebäude zu stürmen. Das Diktatorenpaar entkam mit Leibwächtern in einem Hubschrauber, dessen Pilot sie in einem Feld neben der nach Pitești führenden Nationalstraße 7 absetzte. Mit gekaperten Fahrzeugen fuhren sie weiter nach Tîrgoviște, wo sie von Soldaten der rumänischen Armee festgenommen wurden. Da die Securitate sich weigerte, die Waffen niederzulegen, wurde Ceaușescu am 25. Dezember zusammen mit seiner Frau von einem von General Victor Stănculescu, dem kommissarischen Verteidigungsminister, eilig zusammengestellten Militärgericht unter anderem des Völkermords und der Schädigung der Volkswirtschaft angeklagt und in einem Schnellverfahren zum Tode verurteilt. Die Durchführung dieses Verfahrens hatte Ceaușescu unmittelbar vor seiner Festnahme durch die Einsetzung des nationalen Ausnahmezustandes selber ermöglicht.
Kurz vor 15 Uhr Ortszeit wurden Nicolae Ceaușescu und seine Frau Elena Ceaușescu von den Offizieren Ionel Boeru, Octavian Gheorghiu sowie Dorin Cârlan erschossen. Kurz zuvor sang Ceaușescu die Internationale und rief: „Tod den Verrätern, die Geschichte wird uns rächen“.
Der Prozess wurde gefilmt und zusammen mit einem Teil der Hinrichtung und den Aufnahmen der Toten schnell landesweit und international mit der Begründung verbreitet, dadurch die Position der Einheiten der rumänischen Armee zu beeinflussen und so einen drohenden Bürgerkrieg abzuwenden. Tatsächlich traten die regulären Truppen in den folgenden Tagen geschlossen auf die Seite des Volkes über.
Im Ausland wurde der Sturz Ceaușescus allgemein mit Erleichterung aufgenommen. Die beiden Leichen wurden mit dem Hubschrauber von Tîrgoviște nach Bukarest geflogen und am 30. Dezember 1989 unter großer Geheimhaltung und zunächst unter falschem Namen auf dem Bukarester Ghencea-Friedhof begraben. Auch das Begräbnis wurde auf Film dokumentiert. Die beiden Gräber lagen nicht beieinander.
Im Juli 2010 exhumierte man die Leichen der Ceaușescus auf Veranlassung von deren Schwiegersohn Mircea Opran, um ihre Identität mittels DNA-Analyse endgültig zu klären. Durch die DNA-Analyse konnte Ceaușescus Leichnam identifiziert werden. Am 8. Dezember 2010 wurden die Ceaușescus wieder auf dem Ghencea-Friedhof beigesetzt, nun in einem gemeinsamen Grab und nicht mehr an der ursprünglichen Stelle.
Nach dem Sturz Ceaușescus übernahm die Front zur Nationalen Rettung (FSN) unter dem Vorsitz von Ion Iliescu, einem politischen Ziehsohn des Conducător, die Führung in Rumänien.
Die Hinrichtung der Ceaușescus war die bislang letzte auf rumänischem Staatsgebiet.

### Familie
Nicolae Ceaușescu war mit Elena Ceaușescu verheiratet. Mit ihr zusammen hatte Ceaușescu die Söhne Valentin (* 1948) und Nicu (1951–1996) sowie die Tochter Zoia (1949–2006). Valentin wird häufig als Adoptivsohn bezeichnet, ist aber sein leibliches Kind, wie eine DNA-Analyse bewies.

## Späterer Personenkult
Im heutigen Rumänien gibt es Menschen, die einen nostalgischen oder ironisch gemeinten Personenkult um Ceaușescu betreiben. Zudem wird das Thema auch touristisch vermarktet. Nostalgiker begehen den Geburtstag des Diktators oder auch den rumänischen Nationalfeiertag, am 23. August, am Grab der Ceaușescus oder am Fuß der einstigen Leninstatue in Bukarest. Sie fühlen sich von Erinnerungsorten wie dem sogenannten „Palast der Sozialistischen Republik Rumänien“, einem privaten Themenpark des Unternehmers und zeitweiligen Politikers Dinel Staicu in Craiova, oder vom Ceaușescu-Geburtshaus in Scornicești, angezogen, das sich im Besitz von Ceaușescus Neffen Emil Bărbulescu befindet. Unter jüngeren Rumänen lässt sich die Tendenz feststellen, die Erinnerung an die nicht selbst erlebte Geschichte zu ironisieren. So gibt es beispielsweise eine Rock-Band namens The Dead Ceaușescus, die eine sogenannte „Ceaușescu Party in Underworld“ veranstaltet und mehrere Clubs, Bars und Restaurants in Bukarest und anderen Städten, die mit offenkundig kommunistisch besetzten Namen, wie beispielsweise Scînteia – so hieß die kommunistische Parteizeitung –, um ein jüngeres Publikum werben.
Im Jahr 2025 glauben 66,2 % der Rumänen, dass Nicolae Ceaușescu ein guter Führer war, und 24,1 % äußern eine negative Meinung laut einer von INSCOP Research und dem Institut zur Untersuchung der Verbrechen des Kommunismus durchgeführten Umfrage. Darüber hinaus sind 55,8 % der Bevölkerung der Meinung, dass das kommunistische Regime eine „gute Sache“ für Rumänien war, während 34,5 % dieser Meinung nicht zustimmen.

## Schriften Ceaușescus
- Nicolae Ceaușescu: Ausgewählte Schriften. Dietz-Verlag, Berlin 1977.
- Nicolae Ceaușescu: Ausgewählte Werke. (4 Bände) Politischer Verlag, Bukarest 1983/1984/1986
- Nicolae Ceaușescu: Rumänien auf dem Weg des Sozialismus. Reden-Aufsätze-Interviews. Rombach, Freiburg im Breisgau 1971.